# Obereopsis medionigripennis
Obereopsis medionigripennis là một loài bọ cánh cứng trong họ Cerambycidae.